# Муллоева, Мехрона
Мехрона Муллоева (род. 26 июня 1998 год, Алексин, Тульская область) — спортсменка, первая девушка, которая выступила на чемпионате России по следж-хоккею.

## Биография
Мехрона Муллоева родилась в городе Алексин Тульской области 28 июня 1998 года.
Начала заниматься следж-хоккеем в 2014 году. Муллоева — участница команд «Ладога» и «Звезда». Спортсменка стала тренироваться в «Ладоге» по приглашению Александра Сидоркина. Мехрона Муллоева стала первой девушкой, которая играла в чемпионате России по следж-хоккею. Она выступала за московскую команду «Звезда».
В 2014 году Мехрону Муллоеву пригласили выступать за сборную команду Соединенных Штатов Америки. Такое предложение было сделано после матчей «Ладоги» и команды «Саут Джерси Уингз». Спортсменка получает бухгалтерское образование в колледже.
2 сентября 2014 года Мехрона Муллоева принимала участие в Спартакиаде Тульской области среди инвалидов в городе Суворове. Она заняла в броске мяча 2-е место и 4-е место по шашкам.
В 2015 году принимала участие в турнире по следж-хоккею в Канаде.
Уровень спортивного класса Мехроны Муллоевой — национальный.